# هينينج هاميلتون
هينينج هاميلتون (بالسويدية: Henning Hamilton)‏ هو كاتب وسياسي سويدي، ولد في 16 يناير 1814 في السويد، وتوفي في 15 يناير 1886 في فرنسا.

## مناصب
- انتخب Chamberlain (office) [الإنجليزية]‏.
- انتخب Lord Marshal  [لغات أخرى]‏.
- انتخب عضو البرلمان السويدي [الإنجليزية]‏.
- انتخب governor of Östergötland County  [لغات أخرى]‏.